# Hymenocephalus nesaeae
Hymenocephalus nesaeae är en fiskart som beskrevs av Merrett och Akitoshi Iwamoto 2000. Hymenocephalus nesaeae ingår i släktet Hymenocephalus och familjen skolästfiskar. Inga underarter finns listade i Catalogue of Life.